# زبان اینترلینگوا
اینترلینگوا یک زبان فراساخته و زبان میانجی جهانی است که در سال ۱۹۵۱ میلادی توسط مؤسسه زبان میانجی بین‌المللی انتشار یافت. بیشینه واژگان و دستور این زبان ساختگی وابسته به زبانهای طبیعی است.
زبان اینترلینگوا بر پایه دستور زبان ساده و قاعده‌مند و واژگان پرکاربرد و مشترک در بسیاری زبانها (بویژه زبانهای رومی‌تبار) ساخته شده‌است.